# Władysław Stefanik
Władysław Stefanik (ur. 16 kwietnia 1922 w Żurawicy, zm. tamże 26 grudnia 2010) – czołgista Polskich Sił Zbrojnych, sybirak, działacz sportowy i społeczny. Honorowy Obywatel Gminy Żurawica.

## Życiorys
Dzieciństwo i początek młodości spędził w rodzimej Żurawicy. Tutaj w 1939 r. zastał go wybuch wojny. Nie dostał przydziału w armii z powodu swojej niepełnoletności. Na przełomie 1939/1940 postanowił przedostać się do Rumunii, a następnie do Francji, do tworzącej się tam polskiej armii.
Podczas przekraczania rzeki San został zatrzymany przez wojska radzieckie. Oskarżony i skazany na pobyt na Syberii. Tam katorżniczą pracę przerwała informacja o tworzeniu polskiej armii w ZSRR.
Przez ZSRR, Irak, Palestynę i Egipt przeszedł wraz z polską armią gen. Andersa. Następnie walczył we Włoszech, w szeregach 6 Pułku Pancernego „Dzieci Lwowskich”. Swój chrzest bojowy przeszedł pod Monte Cassino. W czasie walk pod Bolonią 19 kwietnia 1945 r., został ciężko ranny. Został dwukrotnie odznaczony Krzyżem Walecznych.
Po wojnie stacjonował w Wielkiej Brytanii, skąd w 1947 powrócił do Żurawicy. Zatrudnienie znalazł w Polskich Kolejach Państwowych.
Przez wiele lat był zawodnikiem Żurawianki Żurawica, jej trenerem i działaczem. Odznaczony wieloma medalami i orderami. Honorowy obywatel gminy Żurawica.

## Odznaczenia

### Polskie
- Krzyż Kawalerski Orderu Odrodzenia Polski – 9 grudnia 1981 r.
- Krzyż Walecznych – dwukrotnie 6 sierpnia 1944 i 13 czerwca 1945 r.
- Krzyż Pamiątkowy Monte Cassino – 5 marca 1945 r.
- Krzyż Czynu Bojowego Polskich Sił Zbrojnych na Zachodzie – 19 czerwca 1991 r.
- Medal Wojska – 28 października 1946 r.
- Medal Zwycięstwa i Wolności 1945 – 6 listopada 1974 r.
- Medal 40-lecia Polski Ludowej – 1984 r.
- Odznaka za Rany i Kontuzje – 20 marca 1946 r.
- Odznaka Pamiątkowa 2 Korpusu – 18 grudnia 1946 r.
- Odznaka 6 Pułku Pancernego „Dzieci Lwowskich”[6]
- Złota Odznaka „Przodujący Kolejarz” – 11 września 1981 r.
- Srebrna Odznaka „Przodujący Kolejarz” – 8 września 1974 r.
- Odznaka „Za Zasługi Dla Województwa Przemyskiego” – 5 listopada 1986 r.
- Odznaka „Zasłużony Działacz LZS” – 6 grudnia 1998 r.
- Brązowa Odznaka Honorowa PZPN – 20 stycznia 1999 r.
- Złota Odznaka Podkarpackiego ZPN – 10 lutego 2004 r.

### Zagraniczne
- Krzyż Zasługi Wojennej (Włochy) – 30 marca 1946 r.[7]
- Gwiazda za Wojnę 1939–1945 (Wielka Brytania) – 30 czerwca 1946 r.
- Gwiazda Italii (Wielka Brytania) – 30 czerwca 1946 r.
- Medal Obrony (Wielka Brytania)[7]
- Medal Wojny 1939–1945 (Wielka Brytania) – 7 stycznia 1947 r.

## Awanse
- kapral – 1944 r. (zdegradowany za rozbrojenie żandarmów; później awansowany na starszego szeregowca i ponownie kaprala)[8]
- starszy kapral – w PRL[9]
- podporucznik – 6 kwietnia 2000 r.[10]